# Modou Barrow
Modou Secka Barrow (ur. 13 października 1992 w Bandżulu) – gambijski piłkarz występujący na pozycji napastnika w Jeonbuk Hyundai Motors.